# アジアのサッカーリーグに所属する日本人選手一覧
本項ではAFC/アジア加盟国内のサッカーリーグに所属歴のある日本人サッカー選手について紹介する。
1920年代から1930年代に太田一三がオランダ領東インドのバタヴィア（後のインドネシア・ジャカルタ）を本拠地とするB.V.C.や、スマランを本拠地とするS.V.V.でプレー して以来、各国のサッカーリーグに日本人選手が入団しプレーしてきている。

## アラブ首長国連邦
現在所属する選手 [2025年7月5日編集]

1部
- 内野貴史（アル・ワスルFC）

2部
- 脇野隼人（Gulf United FC）

過去所属した選手
1部
- 大崎玲央 (エミレーツ・クラブ)
- 塩谷司
- 中島翔哉
- 増田誓志
- 森本貴幸

3部
- 橋井モリソン

## イラク
現在所属する選手 [2021年2月8日編集]

1部
- 字羽井アハマド(Newroz SC)

過去所属した選手

## イラン
現在所属する選手 [2023年8月15日編集]
過去所属した選手
1部
- 赤星貴文
- 杉田祐希也

## インド
現在所属する選手 [2024年7月3日編集]

インド・スーパーリーグ
- 立川嶺(ジャムシェードプルFC)

2部
- 三木拓人

過去所属した選手
スーパーリーグ
- 和泉新
- カレン・ロバート
- サイ・ゴダード（オディシャFC）
- 坂井大将
- 三澤徹晃
- 毛利栄佑
- 遊佐克美

Iリーグ
- 新井健二
- 伊藤壇
- 岩崎陽平
- ヴィンセント・ケイン
- 近江孝行
- 加藤友介
- 神村奨
- 木脇悠太[4]
- 久保木優[5]
- 小澤竜己
- 小林雄剛
- 斎藤彰人
- 斉藤誠司
- 末岡龍二
- 杉下聖哉
- 西口大輔
- 長谷川太郎
- 本田慎之介
- 松ヶ枝泰介
- 山形雄介
- 山崎昂輔
- 遊佐克美
- 米澤淳司

0
Iリーグ2部
- 市原充喜
- 加藤淳也
- 中村元樹
- 細野元伸
- 山形雄介
- 米澤淳司
- 星出悠

地域リーグ
- 中村玲央
- 吉岡拓

## インドネシア
現在所属する選手 [2024年7月25日編集]

リーガ1
- 赤田法生 (マドゥーラ・ユナイテッドFC)
- 坂井大将 (PSMマカッサル)
- 永松達郎（マルク・ユナイテッドFC）
- 南部健造 (バリ・ユナイテッドFC)
- 廣瀬慧（ボルネオFC）
- 松永拓也（PSBS Biak）
- 松村亮（プルシジャ・ジャカルタ）
- 丸岡満（バリ・ユナイテッドFC）
- 丸川太誠 (Dewa United FC)
- 道渕諒平（セメン・パダンFC）
- 山本奨 (Persis Solo)

リーガ2
- 鈴木章弘 (FC Bekasi City)
- 山口廉史 (グレシック・ユナイテッドFC)
- 山寺優作 (Nusantara United F.C.)
- Meru Kimura (スリウィジャヤFC)

リーグ構成参照
過去所属した選手
リーガ1
- 笹祐輔
- 佐野渓
- 永澤竜亮
- 中村駿介
- 能登正人
- 野間涼太
- 深澤仁博
- 松永祥兵[6]
- 村田勝利
- 山口廉史
- 山崎海秀
- 山下訓広
- 米澤淳司
- 和田倫季

リーガ2
- 高田寿典
- 中垣晴 (カルテン・プトラFC)
- 宮崎崚平

不明
- 赤星貴文
- 足立原健二
- 内田宝寿
- 内田昂輔
- 大友慧
- 加藤友介
- 金古聖司
- 斉藤誠司
- 菊池完
- 小森田友明
- 酒井友之
- 柴小屋雄一

## ウズベキスタン
現在所属する選手 [2025年4月1日編集]

1部（ウズベク・リーグ）
- 瀬長直亮 (FCアルマリク)
- 千徳有寛 (FCアルマリク)

過去所属した選手
1部（ウズベク・リーグ）
- 小池雄大（PFCディナモ・サマルカンド）
- 佐藤穣
- 柴村直弥
- 村松知輝

## オーストラリア

### 日本人選手の記録

#### 1部での出場ランキング
2024-25シーズン終了時点
| ランク | 選手                             | クラブ                            | 出場数 | 得点数 | 期間      |
| ------ | -------------------------------- | --------------------------------- | ------ | ------ | --------- |
| 1      | 今井智基                         | ウェスタン・U                     | 135    | 1      | 2020-     |
| 2      | 指宿洋史                         | アデレード、ウェスタン・U         | 84     | 35     | 2022-     |
| 2      | 加藤カレッティ丈                 | ブリスベン・ロアー、アデレード 他 | 84     | 0      | 2016-     |
| 4      | コナー・ニール・和希・オトゥール | アデレード、ウェスタン・U         | 82     | 2      | 2016-     |
| 5      | 石田博行                         | シドニー・O、パース・グローリー   | 81     | 8      | 2001-2006 |
| 6      | 檀崎竜孔                         | ブリスベン・ロアー、ウェスタン・U | 72     | 13     | 2020-     |
| 7      | 小野伸二                         | WSW                               | 47     | 9      | 2012-2014 |
| 8      | 楠神順平                         | WSW                               | 38     | 4      | 2016-2017 |
| 9      | 森安洋文                         | シドニーFC                        | 36     | 2      | 2010-2012 |
| 10     | 太田宏介                         | パース・グローリーFC              | 30     | 0      | 2021-2022 |

#### リーグタイトル
ファイナルシリーズのみ
| No. | 年度    | 選手     | クラブ        | 出場数 | 得点数 | その他 |
| --- | ------- | -------- | ------------- | ------ | ------ | ------ |
| 1   | 2021-22 | 今井智基 | ウェスタン・U | 27     | 0      |        |

現在所属する選手 [2024年7月25日編集]

Aリーグ・メン
- 青山景昌（パース・グローリーFC）
- 指宿洋史 (ウェスタン・ユナイテッドFC)
- 今井智基 (ウェスタン・ユナイテッドFC)
- 酒井宏樹（オークランドFC）
- 檀崎竜孔 (ウェスタン・ユナイテッドFC)
- 長澤和輝 (ウェリントン・フェニックスFC)

NPL(2部相当)
- 赤松謙（ペニンシュラ・パワーFC）
- 池田大海（モートンベイシティー・ エクセルシオールFC）
- 池田侑斗（Adelaide Croatia Raiders SC）
- 梅鉢貴秀（サザーランド・シャークスFC）
- 江本遼（Redlands United FC）
- 大久保優（Hills United FC）
- 大深拓海（ウロンゴン・ウルブスFC）
- 小野凌（ロッチュデール・ローヴァーズFC）
- 加田淳哉（Manningham United Blues FC）
- 片岡爽（ロックデールシティ・サンズFC）
- 勝田晃太郎（サザーランド・シャークスFC）
- 金泉万里（ウロンゴン・ウルブスFC）
- 金子大晟（ゴールドコースト・ナイツSC）
- 鎌田麓（St George City FA）
- 川崎凌（Adelaide Croatia Raiders SC）
- 上林聖矢（APIAライカート・タイガースFC）
- 君島克佳（Adelaide Croatia Raiders SC）
- 小池雄大（FKベオグラード）
- 小島圭巽（ゴールドコースト・ナイツSC）
- 小場石朗（South Adelaide Panthers FC）
- 宗野文弥（オリンピックFC）
- 千葉銀次郎（ブリズベン・シティFC）
- 永松廉（North Eastern MetroStars SC）
- 中村駿太（シドニー・ユナイテッドFC）
- ピアス・ウェリング（オークリー・キャノンズFC）
- 前田尚輝（ウルブズFC）
- 松本洋平（キャンベルタウン・シティSC）
- 村井清太（モートンベイシティー・ エクセルシオールFC）
- 横川旦陽（ハイデルバーグ・ユナイテッドFC
- 横山正司（ブリズベン・シティFC）
- 吉川翔梧（キャンベルタウン・シティSC）
- Takeru Sugita（NWSスピリットFC）
- Kirito Higuchi（Sunshine Coast Wanderers FC）
- Yusei Miki（ブラックタウン・シティ）

3部相当
- 内田優希 (ノースコート・シティFC)
- エスクデロ競飛王 (ノース・ジーロング・ウォーリアーズ)
- 大井健太郎（イースタン・ライオンズFC）
- 大野伶（キングストン・シティFC
- 奥田龍公（バンクスタウン・シティFC）
- 門脇正太郎（Caboolture Sports FC）
- 川口陽良（Northern Tigers FC）
- 栗田マーク（FCブリーン・ライオンズ）
- 河野大翔（カンタベリー・バンクスタウンFC）
- 澤田恒 (カロラインスプリングス・ジョージクロスFC)
- 杉浦悠斗 (SD Raiders FC)
- 高橋亮（ラングワリンSC）
- 中村駿 (ノース・ジーロング・ウォーリアーズ)
- 鳴海慈 (ブランスウィック・シティSC)
- 細合力フォスター (カロラインスプリングス・ジョージクロスFC)
- 平山勇太（ベントリー・グリーンズSC）
- 福田龍冴（モートン・シティFC Ⅱ）
- 本多啓佑（キングストン・シティFC）
- 前田峻（バンクスタウン・シティFC）
- 宮本聖也（マッカーサー・ラムズFC）
- 森顕登（キングストン・シティFC）
- 山口太輔（Dunbar Rovers FC）
- 渡辺悠雅 (ブランスウィック・シティSC)
- Ibuki Shinto (ソールズベリー・ユナイテッドFC)
- Ryo Asai (イプスウィッチFC)
- Takayuki Kayano (マッカーサー・ラムズFC)

4部相当
- 石原蓮 (ベイサイド・ユナイテッドFC)
- 岡本涼 (ボックスヒル・ユナイテッドFC)
- 北畠新輝
- 久保山衆斗（ノースレイクスユナイテッドFC）
- 熊坂雄大
- 佐藤和馬 (ヌナワディング・シティFC)
- 西埜植颯斗（ノース・サンシャイン・イーグルスFC）
- 橋本侑紀
- 福田隼人 (パスコベイルFC)
- 古山蓮
- 増田繁人 （Pascoe Vale FC）
- Reo Hirose
- Riki Sheather
- Eijin Kishimoto
- Yuki Kanai
- Genki Iwata
- Namito Tsuchiya
- Genki Kohyama
- Takuma Hirano
- Tomohiro Ishii
- Yuki Morikawa
- Kojiro Hori
- Dylan Kanjo
- Hayato Sadamori
- Shu Torihara

5部相当
- 植村友哉
- 江井晋之助
- 中村駿
- 山田真夏斗(Eltham Redbacks Football Club)
- 伊藤拓夢（Banyulecitybulls）

6部相当
- 川西翼

2部相当のリーグ以下
- 石橋風毅
- 上林聖矢
- カイ・アダチ
- カズキ・オカダ
- 金泉万里
- 鎌田麓
- 小久保武蔵
- 辻村拓夢

3部相当のリーグ以下
- 池田祐輔
- 梅木駿太朗
- 大岩貴思
- 小野友弥
- 小野凌
- 小原輝樹
- 柿本拓人
- 筧基樹
- 笠原悠太
- 可児優一
- 菅隼人
- 久保山衆斗
- 黒沢柊介
- 古藤丞
- 斉藤健
- 佐藤魁星
- 進藤圭介
- 鈴木壱成
- 菅谷翼
- 千葉大実
- 弘田恭一
- 福井飛我
- 文元侑生
- 水野公介
- 水野雄太
- 薬丸隼人
- 吉谷昇真

不明
- 岡田良瑞
- 佐藤忍
- 惣津郁哉
- 瀧田翔太
- 土肥賢太
- 當間達也
- 中臺達也
- 成田壮
- 西山雄介
- 平山裕二
- 本澤拓也
- 松田幸太
- 宮澤龍二
- 安田祐生（Fernhill FC）
- 吉杉清寿
- 若宮正樹
- 渡邉良

Aリーグ・ウィメン
- 佐々木奈々子 (アデレード・ユナイテッドFC)
- 沖野くれあ (メルボルン・ビクトリーFC)

Wリーグほか女子
- 大宮玲央奈 (ハイデルベルク・ユナイテッドFC)
- 立岡幸子[9]
- 田中捺紬 (ブリスベーン・シティFC 地域リーグ)[10]

リーグ構成参照
過去所属した選手
Aリーグ・メン/Aリーグ
- 石田博行
- 遠藤翼
- 太田宏介
- 小川慶治朗
- 小野伸二
- 海本幸治郎
- 加藤カレッティ丈
- 楠神順平
- 工藤壮人
- コナー・和希・オトゥール (ウェスタン・ユナイテッドFC)
- サイ・ゴダード
- 齋藤学
- 髙萩洋次郎
- 高橋祐治
- 田中裕介
- 椿直起
- 永井龍
- 中島ファラン一生
- 西川聡
- 本田圭佑
- 三浦知良
- 森安洋文
- 和田凌

NSL (当時1部リーグ)
- 宮澤浩

2部相当
- 池田大海（モートンベイシティー・ エクセルシオールFC）
- 小田倉康太 (ノース ウェスト シドニー スピリット FC)
- クロリッキー健
- 平山勇太（ペニンシュラ・パワーFC）
- 増田繁人
- 和田倫季

3部相当
- 植村友哉
- 清永丈瑠
- 昼間拓海

4部相当
- 廣木雄磨

5部相当
- 山田幹也

NPLほか
- 相澤祥太
- 字羽井アハマド
- 加藤智陽
- 池田圭太
- 荒川昌平
- 石井英貴
- 石川健太郎
- 石倉大河
- 伊藤壇
- 今矢直城
- 岩内陸
- 岩崎陽平
- 岩田卓也
- ヴィンセント・ケイン
- 上田圭一
- 上田祐輔
- 宇賀貴亮
- 浮田雄也
- 卜部太郎
- 近江孝行
- 大久保悟
- 大村真也
- 大森啓生
- 奥野将兵
- 小幡和弘
- 圍清隆
- 梶山知裕
- 桂流太
- 加藤潤
- 金川幸司
- 上川元次
- 掃部智寛
- 川崎大晃
- 川瀬浩太
- 河野諒
- 菅野裕貴
- 木場田将
- 金城基樹
- 久保木優
- 栗原航
- 黒瀧亮太
- 金城基樹
- 倉内周
- 桑田裕也
- 小門勇太
- 五木田悟
- 小嶋喜大
- 小長谷勇太
- 小林弘典
- 斉木和人
- 西藤和也
- 齊藤晃義
- 佐々木周
- 佐々木陸
- 佐瀬達也
- 三羽悠矢
- 塩澤智弘
- 重富大輔
- 志津野誠司
- 清水一平
- 白井豪
- 新裕太朗
- 鈴木凌
- 曽我茂之
- 高橋悠
- 多久島顕悟
- 田口敦也
- 武田翔吾
- 田代有三
- 高橋健哉
- 髙橋成樹
- 竜田和哉
- 辰林暁
- 田中政勝
- 田野裕也
- 玉利侑也
- 樽谷誠司
- 寺本貴生
- 土肥賢太
- 冨澤拓海
- 長石一真
- 長沼魁
- 中川翔太
- 永田羽竜
- 中村千春
- 中村風太
- 成田壮
- 成瀬利通
- 南部隆太
- 西田宗月
- 西巻和紀
- 野沢拓也
- 野田智裕
- 野本将樹
- 野村直幸
- 萩原陽太郎
- 長谷川五輝
- 長谷川修平
- 長谷川悠
- 端山豪
- 林雄祐
- 東洸大郎
- 日向翼
- 平野勇次
- 平山勇太
- 房哲平
- 藤谷匠
- 藤本安之
- 藤浪智大
- 船木誠也
- 星子泰斗
- 堀滉二郎
- 前川亮
- 増田丈偉
- 増田隆明
- 三上隣一
- 御船翔太
- 御牧考介
- 宮澤龍二
- 宮崎舟
- 村下大地
- 望月理人
- 森川勁
- 森永玲央
- 森保圭悟
- 山内祐一
- 山根健汰
- 湯澤大佑
- 吉岡廉
- 吉田彬哉
- 吉田図夢
- 吉田康幸
- 脇野隼人
- 和田正宏
- 渡邉志門
- 渡辺良
- 北出雄星
- 桜井慶佑
- 志津野誠司
- 副田大雅

不明
- 今村匠実
- 尾形修斗
- 倉内周
- クリスチャン・ナム
- 斉藤泰一郎
- 関徹
- 田中保成
- 田所昇
- 筑田元
- 中村ひろし
- マイケル・北村
- 前川亮

Wリーグほか女子
- 岸星美
- 新井翠
- 近賀ゆかり
- 吉良知夏
- 平野里菜（2部）
- 尾田緩奈（地域リーグ）
- 福丸智子（地域リーグ）
- 北野梨絵 (ブリスベン・ロアーFC)[11]

0

## オマーン
現在所属する選手 [2023年7月20日編集]
過去所属した選手
- 岩崎陽平
- 大瀬貴己
- 黒木晃賢[12]
- 服部昇太朗

## カタール
現在所属する選手 [2024年7月19日編集]
過去所属した選手
カタール・スターズリーグ
- 小林祐希
- 佐藤穣
- 谷口彰悟 (アル・ラーヤンSC)
- 中島翔哉

## 韓国

### 日本人選手の記録

#### 1部での出場ランキング
2024シーズン終了時点
| ランク | 選手             | クラブ             | 出場数 | 得点数 | 期間            |
| ------ | ---------------- | ------------------ | ------ | ------ | --------------- |
| 1      | 邦本宜裕         | 慶南FC、全北現代   | 127    | 17     | 2018-2022       |
| 2      | エスクデロ競飛王 | ソウル、蔚山       | 100    | 17     | 2012-2015、2018 |
| 3      | 増田誓志         | 蔚山現代           | 98     | 12     | 2013-2016       |
| 4      | 西翼             | 大邱               | 80     | 4      | 2018-2021       |
| 5      | 天野純           | 蔚山現代、全北現代 | 55     | 10     | 2022-2023       |
| 6      | 江坂任           | 蔚山現代           | 50     | 8      | 2023-2024       |
| 7      | 石田雅俊         | 江原、大田         | 49     | 12     | 2019-           |
| 8      | 髙萩洋次郎       | ソウル             | 46     | 3      | 2015-2016       |
| 8      | 鈴木圭太         | 大邱               | 46     | 2      | 2022-2023       |
| 10     | 馬場憂太         | 大田               | 43     | 5      | 2011-2013       |

#### リーグタイトル
| No. | 年度 | 選手             | クラブ   | 出場数 | 得点数 | その他 |
| --- | ---- | ---------------- | -------- | ------ | ------ | ------ |
| 1   | 2012 | エスクデロ競飛王 | ソウル   | 20     | 4      |        |
| 2   | 2016 | 髙萩洋次郎       | ソウル   | 32     | 1      |        |
| 3   | 2020 | 邦本宜裕         | 全北現代 | 25     | 2      |        |
| 3   | 2021 | 邦本宜裕         | 全北現代 | 25     | 4      |        |
| 4   | 2022 | 天野純           | 蔚山現代 | 30     | 9      |        |
| 5   | 2023 | 江坂任           | 蔚山現代 | 21     | 3      |        |
| 5   | 2024 | 江坂任           | 蔚山現代 | 29     | 5      |        |

現在所属する選手 [2025年3月17日編集]

Kリーグ1
- 石田雅俊 (大田ハナシチズン)
- 吉野恭平 (大邱FC)

Kリーグ2
- 西条将太 (仁川ユナイテッドFC)[13]
- 佐藤優平 (釜山アイパーク)
- 高橋一輝 (富川FC1995)

K3リーグ
- 石橋克之 (抱川シチズンFC)
- 西口黎央(慶州韓国水力原子力FC)
- 藤田雄士 (抱川シチズンFC)

K4リーグ
- 田中遥人

WKリーグ
- 田中明日菜 (慶州韓国水力原子力FC)
- 田中陽子 (仁川現代製鉄レッドエンジェルズ)
- 吉見夏希 (華川KSPO)[14]
- 葛馬史奈 (華川KSPO)
- 佐藤瑞夏 (世宗スポーツTOTO)
- 下條彩 (昌寧WFC)
- 木龍七瀬 (昌寧WFC)
- 守屋栞奈 (昌寧WFC)[15]
- 安本紗和子 (水原WFC)
- 田中萌 (水原WFC)[16]

リーグ構成参照
過去所属した選手
Kリーグ1
- 天野純
- エスクデロ競飛王
- 江坂任 (蔚山HD FC)
- 小川慶治朗
- 神谷優太 (江原FC)
- 清本拓己
- 邦本宜裕
- 小林祐希
- 齋藤学
- 重廣卓也 (FCソウル)
- 鈴木圭太 (大邱FC)
- 豊田陽平
- 中里崇宏
- 西翼
- 吉尾海夏 (済州ユナイテッド)

Kリーグ2
- 磐瀬剛
- 大堀亮之介
- 小塚和季 (ソウルイーランドFC)
- 杉田祐希也 (慶南FC)
- 田村亮介
- 丸岡満
- 道渕諒平
- 三幸秀稔 (忠北清州FC)
- 室伏航
- 谷内田哲平 (FC安養)

K3リーグ
- 会津雄生
- 小松駿太
- 下川雅人
- 田島翔 [17]
- 立花歩夢
- 永松達郎

Kリーグクラシック(現在のKリーグ1)
- 髙萩洋次郎
- 阿部拓馬
- 増田誓志
- 和田倫季

Kリーグチャレンジ(現在のKリーグ2)
- カレン・ロバート
- 佐藤穣
- 安田理大
- 和田篤紀
- 渡邉大剛

Kリーグ(2部制以前)
- 家長昭博
- 大橋正博
- 岡山一成
- 海本幸治郎
- 島田裕介
- 高原直泰
- 戸田和幸
- 馬場憂太
- 前園真聖

ナショナルリーグ(現在のK3リーグ)
- 星野秀平

WKリーグ
- 南山千明
- 逸見桃子[18]
- 池尻茉由
- 長野風花
- 櫨まどか
- 櫻本尚子

## カンボジア
現在所属する選手 [2024年7月29日編集]

カンボジア・リーグ
- 浅野崇斗（アンコールタイガーFC）
- 大瀬貴己 （プノンペン・クラウンFC）
- 小川雄大 （プノンペン・クラウンFC）
- 小田原貴 （プリヤ・カーン・リーチ・スヴァイリエンFC）
- 音田聡ノ介（ISI Dangkor Senchey FC）
- 加藤亮 （プレイベンFC）
- 亀谷宇々護（ナガワールドFC）
- 菊地佑太（ナガワールドFC）
- 北島大河 （アンコールタイガーFC）
- 木下伶耶（ティフィ・アーミーFC）
- 国本玲央 （プノンペン・クラウンFC）
- 清水慎太郎 （プノンペン・クラウンFC）
- 高橋真広（ボーウング・ケットFC）
- 武下大俊 （プレイベンFC）
- 東海尚哉 （プレイベンFC）
- 長島滉大（アンコールタイガーFC）
- 疋田優人（ボーウング・ケットFC）
- 藤井亮（プリヤ・カーン・リーチ・スヴァイリエンFC）
- 三澤徹晃（ティフィ・アーミーFC）
- 水野輝（キリヴォン・ソク・セン・チェイFC）
- 皆川佑介（ナガワールドFC）
- 牟田雄祐(ボーウング・ケットFC)
- 村田勝利（ティフィ・アーミーFC）
- 柳舘知（ISI Dangkor Senchey FC）
- 吉濱遼平（ボーウング・ケットFC）
- 安岡拓斗（アンコールタイガーFC）

カンボジア・リーグ2
- 石井雄輔（Ministry of Interior FA）
- 古川龍星（Siem Reap FC）

過去所属した選手
カンボジア・リーグ
- 朝生翔也
- 浅見貫太
- 荒川晶平
- 石井雄輔
- 井手口正昭
- 伊藤壇
- 上田祐輔
- 内田昂輔
- 海野智之
- 遠藤幹人
- 大前壮 （プレイベンFC）
- 太田敬人
- 大谷壮馬
- 岡村晏登 （キリヴォン・ソク・セン・チェイFC）
- 小川雄大
- 荻野賢次郎
- 影山玲乙
- 片岡道則
- 金城寛大
- 川畑悠吾
- 木原正和
- 轡田葵左
- 熊谷駿
- 栗山優也
- 木暮郁哉
- 小林大介
- 佐久間理央
- 佐々木悠斗
- 定國智之
- 佐瀬達也
- 清水一平
- 謝花大喜
- 代田敦資
- 杉山丈一郎
- 鈴木雄太
- 高木利弥
- 高野真凜
- 龍田和樹
- 谷嶺臣
- 友廣壮希
- 中本悠太
- 中村玲央
- 成田壮
- 成瀬佑太（ナガワールドFC）
- 西川翔大（アンコールタイガーFC）
- 西原拓夢 （ビサカFC）
- 野方隼人
- 野開ディラン（キリヴォン・ソク・セン・チェイFC）
- 林遼太
- 伴和曉
- 東山晃
- 深澤仁博
- 藤原賢土
- 前田尚輝
- 松本大輝
- 三谷翼
- 三橋秀平
- 宮崎壮朗
- 村松知輝
- 本山航大
- 柳舘卓
- 山形雄介
- 山崎健太
- 吉田康幸
- 吉原正人
- 渡邊卓矢
- 和田紳平
- 和田雄也

## 北マリアナ諸島
現在所属する選手 [2023年12月31日編集]

1部(北マリアナ諸島サッカーリーグ)
- 笠原元気(タン・ホールディングスFC)

過去所属した選手
1部(北マリアナ諸島サッカーリーグ)
- 伊藤壇

## キルギス
現在所属する選手 [2024年4月8日編集]

1部（キルギス・リーグ）
過去所属した選手
1部（キルギス・リーグ）
- 松永拓也（FCドルドイ・ビシュケク）

## グアム
現在所属する選手 [2024年1月21日編集]
リーグ構成参照
過去所属した選手
1部
- 伊藤壇

不明
- 前出博文
- 山田敦

## サウジアラビア
現在所属する選手 [2025年5月17日編集]

1部 (プロリーグ)
過去所属した選手
3部 (セカンドディヴィジョンリーグ)
- 杉田祐希也 (アラルFC)

## シンガポール
現在所属する選手 [2024年7月16日編集]
アルビレックス新潟シンガポール（1部）（シンガポールプレミアリーグ）
- 大竹洋平
- 川地功起
- 高萩洋次郎
- タルハニ存哉
- 中埜信吾
- 星野秀平
- 三國スティビアエブス
- 山本佳唯

その他の1部（シンガポールプレミアリーグ）
- 榎本樹（ヤング・ライオンズ）
- 小川開世（ヤング・ライオンズ）
- 久乗聖亜 （タンピネス・ローバースFC）
- 小林幹（ヤング・ライオンズ）
- 小林洵（ヤング・ライオンズ）
- 佐久間理央（ゲイラン・インターナショナルFC）
- 杉田将宏 （バレスティア・カルサFC）
- 田中幸大 （バレスティア・カルサFC）
- 谷口遼弥 （ゲイラン・インターナショナルFC）
- 手塚貴大（ゲイラン・インターナショナルFC）
- 土井智之（ゲイラン・インターナショナルFC）
- 仲村京雅 （タンピネス・ローバースFC）
- 西川翔大（タンジョン・パガー・ユナイテッドFC）
- 針谷奎人（ゲイラン・インターナショナルFC）
- 深代陸 （バレスティア・カルサFC）
- 山下柊哉（タンピネス・ローバースFC）
- 横山翔大（ホウガン・ユナイテッドFC）
- 和田倫季（タンジョン・パガー・ユナイテッドFC）

女子
- 北原佳奈
- 櫻田未来

リーグ構成参照
過去所属した選手
アルビレックス新潟シンガポール（1部）（シンガポールプレミアリーグ）
- 秋吉泰佑
- 新井健二
- 石原怜
- 市川祐樹
- 井畑翔太郎
- 小川開世
- 長田陽平
- 川上典洋
- 岸本駿朔
- 木暮郁哉
- 東風淳
- 小林史八
- 駒木秀人
- 小林慶彦
- 小松慧
- 近藤蔵波
- 櫻田真平
- 佐藤彰真
- 下野淳
- 代田敦資
- 末岡龍二
- 鈴木ブルーノ
- 高橋亮
- 田中宗一郎
- 永澤竜亮
- 中村彰宏
- 西口黎央
- 花田康弘
- 福田健人
- 不破将生
- 益田俊彦
- 村上範和
- 山崎海秀
- 山下訓広
- 山本寛幸
- 横川旦陽
- 横山翔大
- 吉野一基
- 李忠成
- 渡邊将矢

その他の1部（ シンガポールプレミアリーグ/Sリーグ）
- 石田博行
- 伊藤拓真
- 伊藤壇
- 岩田昌浩
- 内山裕貴
- 加々美太一
- 柿本倫明
- 金古聖司
- 川辺隆弥
- 栗山直樹（ホウガン・ユナイテッドFC）
- 斉藤誠司
- 猿田浩得
- 瀬戸春樹
- 高橋真登
- 髙山和真（ホウガン・ユナイテッドFC）
- 田島翔
- 田中想来（ゲイラン・インターナショナルFC）
- 田中貴大
- 田中洋明
- 戸田和幸
- 中武駿介
- 福井理人
- 深澤仁博
- 巻田清一
- 松永一慶
- 恵龍太郎
- 山口廉史
- 山谷侑士（ゲイラン・インターナショナルFC）

不明
- 市川大翔
- 岩鼻秀晃
- 内島大輔
- 小林啓太
- 斉藤泰一郎
- 提坂俊介
- 佐藤駿
- 佐藤雅哉
- 菅澤考也
- 長澤道久
- 能勢飛鳥
- 藤岡大輝
- 松井啓佑
- 松岡翔太
- 松村好展
- 山野陽嗣
- 和田明也

## スリランカ
現在所属する選手 [2022年7月18日編集]

1部（スリランカ・スーパーリーグ）
- 岡元俊樹（コロンボFC）
- 中川竜徳（ラトナムSC）

過去所属した選手
スリランカ・チャンピオンズリーグ（当時1部）
- 伊藤壇
- 小幡和弘
- 林遼太
- 細江敏矢
- 丸山龍也
- 南陽介

## タイ
現在所属する選手 [2024年7月28日編集]

タイ・リーグ1
- 伊藤卓 （ナコーンパトム・ユナイテッドFC）
- 伊藤稜馬 （ラヨーンFC）
- 片野寛理 （ラヨーンFC）
- 志村謄 （ポートFC）
- 菅沼駿哉 （コーンケン・ユナイテッドFC）
- 田中達也 （ラーチャブリーFC）
- 野津田岳人 （BGパトゥム・ユナイテッドFC）
- 松井熙 (スコータイFC)

タイ・リーグ2
- 遠藤量太（パタヤ・ユナイテッドFC）
- 小島聖矢（バンコクFC）
- 佐野渓（カンチャブリー・パワーFC）
- 清水龍秀（プレー・ユナイテッドFC）
- 新里亮（チエンマイ・ユナイテッドFC）
- 長崎健人（ナーコンシー・ユナイテッドFC）
- 永澤竜亮（カセサートFC）
- 馬場悠企（スパンブリーFC）
- 堀越大蔵 （トラートFC）
- 村上一樹（カセサートFC）

タイ・リーグ3
- 大久保剛志
- 尾崎秀人
- 菊池壱星
- 木村聡介
- 杉下聖哉
- 富ヶ原良
- 豊田大陽
- 成田光希
- 長谷川俊太
- 松永大雅（カスタムズ・ユナイテッドFC）
- Keito Kasahara

リーグ構成参照
過去所属した選手
1部
- 相原豊
- 青山直晃
- 秋本倫孝
- 新井涼平 （スコータイFC）
- 池田樹雷人
- 伊藤壇
- 乾達朗
- 岩舘侑哉
- 岩政大樹
- ヴィンセント・ケイン
- エスクデロ競飛王
- 海老澤宏樹
- 大森晃太郎 （ムアントン・ユナイテッドFC）
- 小笠原侑生
- 小川圭佑
- 片野寛理
- 加藤康弘
- 加藤友介
- 苅部隆太郎
- カレン・ロバート
- 河村崇大
- 木場昌雄
- 久保田勲
- 櫛田一斗
- 小澤竜己
- 小島聖矢
- 東風淳
- 小島聖矢
- 小森由貴
- 財前宣之
- 斎藤怜音 （スコータイFC）
- 坂井達弥
- 猿田浩得
- 清水慎太郎
- 下地奨
- 末岡龍二
- 杉田祐希也
- 杉本恵太
- 鈴木伸貴
- 滝澤邦彦
- 多田大介
- 田中輝和
- 田中洋明
- 田原豊
- ディビッドソン純マーカス
- 長崎健人
- 永里源気
- 長野聡
- 中野遼太郎
- 西紀寛
- ノグチピント・エリキソン
- 能登正人
- ハーフナー・マイク
- 橋本早十
- 馬場悠企
- 林丈統
- 平野甲斐
- 廣田隆治
- 深澤仁博
- 船山祐二
- 細貝萌
- 堀田秀平
- 堀越大蔵 （トラートFC）
- 本田慎之介
- 松村亮
- 丸岡満
- 丸橋祐介
- 丸山良明
- 明堂和也
- 村上一樹
- 村山拓哉
- 茂庭照幸
- 森田浩史
- 山本寛幸
- 吉野一基

2部
- 石井謙伍
- 石川令
- 一柳夢吾
- 伊藤紘平
- 伊藤琢矢
- 宇留野純
- 大友慧
- 小笠原侑生
- 岡村晏登
- 岡元俊樹
- 小野悠斗
- 金古聖司
- 川上典洋
- 久保木優
- 黒部光昭
- 桒田慎一朗
- 小井手翔太
- 小林雄剛
- 小松憲太
- 佐藤祐介
- 重富大輔
- 地頭薗雅弥
- 菅澤孝也
- 杉本裕之
- 関光博
- 高木和道
- 高橋篤史
- 高橋延仁
- 弦巻健人
- 中川勇人
- 永坂勇人
- 中谷勇介
- 中原彰吾
- 西岡謙太
- 橋本卓
- 服部昇太朗
- 濱田雄太
- 藤代将太 (チャイナート・ホーンビルFC)
- 平山勇太
- 前寛之
- 前田遼平
- 松永大雅（カスタムズ・ユナイテッドFC）
- 三木健
- 宮澤勇樹
- 村山祐介
- 山内祐一
- 横野純貴
- 和田雄也
- Otata Kitsada

3部
- 赤松秀哉
- 飯田優二
- 井上哲郎
- 井村雄大
- 海野智之
- 太田敬人
- 大谷壮馬
- 大津一貴
- 小川雄太
- 荻野貴順
- 川口裕士
- 木野村公昭
- 金城寛大
- 古庄俊輔
- 小林大介
- 重富大輔
- 清水一平
- 菅澤孝也
- 関光博
- Takahashi Atsushi
- 高松健太郎
- 東海尚哉
- 中垣内優太
- 野田良太
- 東山晃
- 溝ノ上一志
- 山田樹
- 吉田直弘
- 吉田颯
- 吉野峻光
- 和田翔太
- 渡部大河

4部
- 浅岡敦也
- 熊田瑠偉
- 千葉銀次郎
- 野開ジョーダン
- 中村隼
- 日高裕貴
- 三谷翼
- 渡邉卓矢
- 渡部大河

不明
- 井野美聡
- 舘洋介
- 若林エリ
- 石津大輝
- 木野村公昭

## 台湾
現在所属する選手 [2024年7月25日編集]

社会人甲級
- 一柳夢吾（AC台北）
- 出水太陽（台湾石虎足球隊）
- 上原拓郎 （台中Futuro）
- 内田潤（AC台北）
- 小川圭佑 （台中Futuro）
- 片田謙臣 （AC台北）
- 金子尚樹  （台中Futuro）
- 楠山剛志 （AC台北）
- 熊谷大和 （銘伝大学）
- 郡司走  （台中Futuro）
- 小森由貴 （台中Futuro）
- 櫻内渚 （台中Futuro）
- 島川俊郎 （台中Futuro）
- 下野淳（新北航源足球俱樂部）
- 高山薫 （台中Futuro）
- 谷俊勲 （F.C.VIKINGS）
- 成田壮（台南市台湾鋼鉄足球隊）
- 深澤佑之典（F.C.VIKINGS）
- 松井謙弥 （台中Futuro）
- 山崎直之（台湾石虎足球隊）
- 横山翔平 （台中Futuro）

乙級
- 浅地佑豪
- 新良理輝
- 岡田慎也
- 角谷勇輝
- 小林竜
- 柴田悠吏
- 坪根一樹

台湾ムーランフットボールリーグ
- 上辻佑実
- 田中麻帆
- 田中美和
- 塚本奈緒
- 平田こころ
- 松永早姫
- 三木良美
- 若林美里

過去所属した選手
甲級
- 安藤竣哉
- 上田航平
- 大阪郁馬
- 太田敬人
- 大友秀斗
- 金子大晟
- 東風淳
- 菅沼駿哉 （台中Futuro）
- 高田俊
- 田所隼乃介
- Tobari Masaya
- 成田光希
- 西山哲生
- バルジャー琉偉 （台南市台湾鋼鉄足球隊）
- 藤原誠二
- 前里陸斗
- 宮崎壮朗
- 森本貴幸
- 山内恵太
- 山中鴻斉
- 吉田秋平
- 和田昂士

乙級
- 芦名沢雄真
- 大石錬
- 謝花大喜
- 澄川広大（英語版）
- 田所龍之介
- 仲尾次健人
- Miura Yuma

台湾ムーランフットボールリーグ
- 佐藤瑞夏
- 玉村如捺
- 日髙偉織

その他
- 百武江梨

## タジキスタン
現在所属する選手 [2024年5月5日編集]

タジク・リーグ
- 鈴木圭太 (FCイスティクロル・ドゥシャンベ)

過去所属した選手
- 野間涼太

## 中国
現在所属する選手 [2024年2月10日編集]
リーグ構成参照
甲級リーグ（2部）
- 邦本宜裕 （遼寧鉄人足球倶楽部）

過去所属した選手
超級リーグ
- エスクデロ競飛王
- 大黒将志
- 巻誠一郎
- 楽山孝志
- 辻勇
- 康千秀

甲級リーグ
- 北島義生
- 藤吉信次
- 森永敏春
- 齋藤将基
- 広島善典

女子甲級リーグ
- 木龍七瀬
- 近賀ゆかり

## ネパール
現在所属する選手 [2023年11月23日編集]
- 小沢淳一 （Chyasal Youth Club）
- 中村大我  （Chyasal Youth Club）

過去所属した選手
- 伊藤壇
- 鈴木雄太
- 中村玲央
- 渡邉卓矢

## バーレーン
現在所属する選手 [2017年10月18日編集]
過去所属した選手
- 斉藤誠司
- 内田昂輔

## バングラデシュ
現在所属する選手 [2023年12月30日編集]
- 飯田昴大 (シェイク・ラッセルKC)
- 大谷壮馬 (Fortis FC)
- 永田羽竜 (モハメダンSC)

過去所属した選手
- 相原豊
- 小島聖矢
- 小林雄剛
- 鈴木雄太
- 永田羽竜
- 橋口倫人
- 三澤徹晃
- 米澤淳司

## 東ティモール
現在所属する選手 [2023年11月14日編集]
過去所属した選手
- 伊藤壇
- hidetaka kamimura[19]
- 徳永祥太

## フィリピン
現在所属する選手 [2024年5月20日編集]

フィリピン・フットボールリーグ
- 勇碧 （スタリオンFC）
- 石川大雅 （メンディオラFC 1991）
- 宇野木悠佑 （ダバオ・アギラスFC）
- 大前壮 （ダバオ・アギラスFC）
- 栗山優也 （Manila Diggers FC）
- 小林大介（ロヨラ・メラルコ・スパークスFC）
- 駒木秀人 （カヤFC）
- 斎藤彰人 （カヤFC）
- 佐藤彰真 （ダバオ・アギラスFC）
- 佐藤大介 （ダバオ・アギラスFC）
- 下村司（Maharlika Taguig F.C.）
- 謝花大喜 （Manila Diggers FC）
- 新田佑介 （メンディオラFC 1991）
- 濱琳太郎 （セブFC）
- 原田隆矢（ロヨラ・メラルコ・スパークスFC）
- 平石直人（Maharlika Taguig F.C.）
- 山崎海秀 （カヤFC）
- Yoshio Nakamoto （Maharlika Manila F.C.）
- Yosuke Suzuki （ダバオ・アギラスFC）

過去所属した選手
フィリピン・フットボールリーグ
- 上里琢文
- 字羽井アハマド
- 大村真也
- 石川龍太
- 大友慧
- 奥田錬 （セブFC）
- 小田原貴
- 川瀬浩太
- 小澤竜己
- 佐々木周
- 下野淳
- 正圖慎治
- 鈴木翼
- 高野大志
- 田宮諒
- 冨樫凌央 （セブFC）
- 中村玲央
- 野開ディラン
- 野村悠太
- ハヤト・アオキ
- 原田大輝
- 藤井亮
- 堀越大蔵 （カヤFC）
- 宮崎崚平（Maharlika Taguig F.C.）
- 村山健 （セブFC）
- 森保圭悟
- 山形雄介
- 柳川雅樹

UFL Division 1
- 伊藤壇
- Shozu Shinji
- 鈴木規郎
- 中薗裕貴
- 平野さつみ
- 細江敏矢
- 中垣内優太
- 星出悠
- 宮山あきら
- 和田紳平

UFL Division 2
- 加門亮兵
- 小林雄剛
- 田中宗一郎
- 中村元樹
- 野田智裕

不明
- 吉岡拓

## ブータン
現在所属する選手 [2024年7月25日編集]

1部
- 海野智之（パロFC）
- 金城寛大（パロFC）
- 本間和生（パロFC）

過去所属した選手
1部
- 栗山優也
- 宮林拓矢（DRUK LHAYUL fc）

不明
- 伊藤壇
- 太田幸輔

## ブルネイ
現在所属する選手 [2024年7月18日編集]

1部（ブルネイ・スーパーリーグ）
- 西村侑馬（カスカFC）
- 宮林拓矢（カスカFC）

過去所属した選手
ブルネイ・プレミアリーグ（当時1部）
- 伊藤壇

## ベトナム
現在所属する選手 [2024年7月9日編集]
過去所属した選手
- 井手口正昭
- 伊藤壇
- 苅部隆太郎
- 高崎寛之
- 谷口サイラス龍一
- 松井大輔

## 香港
現在所属する選手 [2024年7月23日編集]

プレミアリーグ
- 市川聡悟 (南区足球会)
- 梅田小太郎 (晋峰足球会)
- 岡本玲仁 (香港流浪足球会)
- 川瀬浩太 (南区足球会)
- 神田夢実 (香港流浪足球会)
- 小池晃広 (香港FC)
- 佐々木周 (南区足球会)
- 柴田勇輝 (晋峰足球会)
- 立花稜也 (理文足球会)
- 陳晋一 (傑志体育会)
- 林遼太 (香港流浪足球会)
- 林堂眞 (香港流浪足球会)
- 前田ハドー慈英 (傑志体育会)
- マホロ一生 (香港FC)
- 村越俊宏 (香港FC)

ファーストディビジョン
- 伊藤紘平 (南華足球隊)
- 田坂卓也 (南華足球隊)
- 原健太 (南華足球隊)

セカンドディビジョン
- 川崎真之介

リーグ構成参照
過去所属した選手
プレミアリーグ
- 井川祐輔
- 市川誠龍
- 井手口正昭
- 伊藤紘平
- 伊藤壇
- 内田智也
- 岡野雅行
- 岡村晏登
- 小田倉康太 (深水埗體育会足球隊)
- 片野寛理
- 加藤友介
- 上形洋介 (香港流浪足球会)
- 川畑悠吾
- 北村祝
- 小池晃広
- 近藤マルコ
- 佐田繁理[20]
- 清野智秋
- 高田寿典
- 地下浩多
- 冨樫凌央 （南区足球会）
- 中島ファランパリス
- 中村俊輔
- 中村祐人
- 納谷伊織
- 原田慎太郎
- 播磨浩謙 (香港FC)
- 福田健二
- 藤井貴
- 藤本雄基
- 深澤仁博
- 村井泰希
- 山本朝陽
- 山本嵐
- 吉武剛
- 和田凌 (香港流浪足球会)

ファーストディビジョン
- 小田倉康太
- 田坂卓也

## マカオ
現在所属する選手 [2024年5月21日編集]
過去所属した選手
1部（マカオサッカーリーグファーストディビジョン）
- 伊藤壇
- 加藤恒平
- 斉藤誠司

## マレーシア
現在所属する選手 [2024年7月28日編集]

マレーシア・スーパーリーグ
- 佐々木匠（ヌグリ・スンビランFC）
- 鈴木ブルーノ（PDRM FC）
- 谷川由来（クチン・シティFC）

マレーシア・プレミアリーグ
- 深井脩平
- 原健太

マレーシアM3リーグ
- 岸健太
- 高山龍

その他
- リュウ・ヤマグチ（ペナンFCU23）

過去所属した選手
マレーシア・スーパーリーグ
- 池田圭
- 石田博行
- 伊藤壇
- 地頭薗雅弥
- 加賀山泰毅
- 邦本宜裕 （ジョホール・ダルル・タクジムFC）
- 中島ファラン一生
- 恵龍太郎

マレーシア・プレミアリーグ
- ヴィンセント・ケイン
- 小川圭佑
- 鈴木ブルーノ
- 鈴木雄太
- 田中輝和
- 谷川由来
- 中武駿介
- 橋本早十
- 服部昇太朗
- 廣瀬慧
- 本山雅志
- 渡邉将基

マレーシアM3リーグ
- 木下伶耶
- 宮崎崚平

## ミャンマー
現在所属する選手 [2024年7月18日編集]
1部（ミャンマーサッカーリーグ）
- エフライン・リンタロウ（シャン・ユナイテッドFC）
- 先野功一（シャン・ユナイテッドFC）
- 藤林裕也（ラカイン・ユナイテッドFC）

過去所属した選手
1部（ミャンマーサッカーリーグ）
- 金城寛大（シャン・ユナイテッドFC）

不明
- 池田雄大
- 伊藤壇
- 井畑翔太郎
- 内田昂輔
- 大友慧
- 小川圭佑
- 奥山武宰士
- 加藤友介
- 金古聖司
- 東風淳
- 櫻田真平
- 下野淳
- 高松健太郎
- 鴇田将己
- 中村亮
- 中村玲央
- 西原拓夢
- 藤本雄基
- 松本憲
- 村田勝利
- 山下訓広
- 吉野一基

## モルディブ
現在所属する選手 [2024年3月18日編集]

1部（モルディブ・リーグ）
- 川畑悠吾（Da Grande SC）

過去所属した選手
1部
- 和田倫季

不明
- 伊藤壇
- 小川圭佑
- 小田原貴
- 東風淳
- 中垣内優太
- 細江敏矢
- 毛利栄佑
- 柳舘知
- 山下正博
- 米澤淳司

## モンゴル
現在所属する選手 [2024年5月21日編集]

モンゴル・ナショナルプレミアリーグ（1部）
- 鮎川幸浩（ハーン・フンス・エルチムFC）
- 海野智之（ハーン・フンス・エルチムFC）
- 加川照悟（ホルムホンFC）
- 亀勇斗（ホブドFC）
- 川口裕士（ハーン・フンス・エルチムFC）
- 古庄俊輔（ハンガリッドFC）
- 戸坂飛雄吾（Bavarians FC）
- 豊田大陽 (SPファルコンズFC)
- 永田翔也 (SPファルコンズFC)
- 中村奨 (Tuv Azarganuud FC)
- 長谷川務（アスレティック220FC）
- 原田雅崇 (バヤンズルク・スポルティング・イルチFC)
- 堀越太門（ハンガリッドFC）
- 三木健 (バヤンズルク・スポルティング・イルチFC)
- 三島勇太（ハーン・フンス・エルチムFC）

モンゴル・ファーストリーグ（2部）
- 佐々木瑞穂
- 根岸眞央
- 野村和正（ホブド･ウエスタンFC）

不明
- 浅岡敦也
- 麻生健太
- 市村陸
- 伊津野有盛
- 岩橋聡志
- 菅澤孝也
- 田村寧央
- トモヤ・ミヤシタ
- 西脇惇平
- 庭山裕大
- 村山健
- 山口俊輔
- 山本柱充
- 山上雄大
- 中野歩夢
- 鈴木章弘
- スケイ・マツモト
- 三谷翼

リーグ構成参照
過去所属した選手
モンゴル・ナショナルプレミアリーグ（1部）
- 伊藤壇
- 佐藤和高（ハンガリッドFC）
- 謝花大喜
- 西村侑馬
- 古川龍星
- 南陽介
- 柳園良太

不明
- 相原豊
- 飯塚ひろむ
- 池田雄大
- 石野秀多
- 伊津野有盛
- 遠藤幹人
- 大谷壮馬
- 片岡将元
- 加藤友介
- 鹿糠幸司[21]
- 川口裕士
- 河野公寿
- 栗山優也
- 佐瀬達也
- 田代主水
- 種市真太
- 田原雅也
- 東海尚哉
- 冨澤拓海
- 中村大我
- 橋口倫人
- 東山晃
- 菱田拓
- 福田潤
- 日高裕貴
- 三澤徹晃
- 三島勇太
- 宮崎壮朗
- 宮嶋祐槻
- 村田勝利
- 毛利栄佑
- 森本敏司
- 柳舘知
- 吉川翔梧
- 横山翔弥[22]
- 吉川翔梧
- 渡邉卓矢
- 脇野隼人
- 渡邉宰

## ラオス
現在所属する選手 [2024年7月18日編集]
- 石川令 （ルアンパバーン FC）[23]
- 鈴木雄太（ヤング・エレファンツFC）
- 西原拓夢（ヤング・エレファンツFC）
- 三木健（ヴィエンチャンFC）
- 渡邉卓矢（マスター7FC）
- 渡邉宰（Luang Prabang FC）

過去所属した選手
- 石川龍太
- 井手口正昭
- 伊藤壇
- 井原伸太郎
- 上野翔太
- 海老澤宏樹
- 大谷壮馬
- 荻野貴順
- 加門亮兵
- 岸健太
- 東風淳
- 斉藤孝裕
- 定國智之
- 清水一平
- 新裕太朗
- 高松健太郎
- 中村元樹[24]
- 中村玲央
- 西田健吾
- 村田勝利
- 毛利栄佑
- 村田勝利
- 柳舘知
- 山形雄介
- 山口俊輔
- 山口廉史
- 山田樹

## レバノン
現在所属する選手 [2024年3月9日編集]

過去所属した選手
- 留盛聖大